# Peter-André Alt

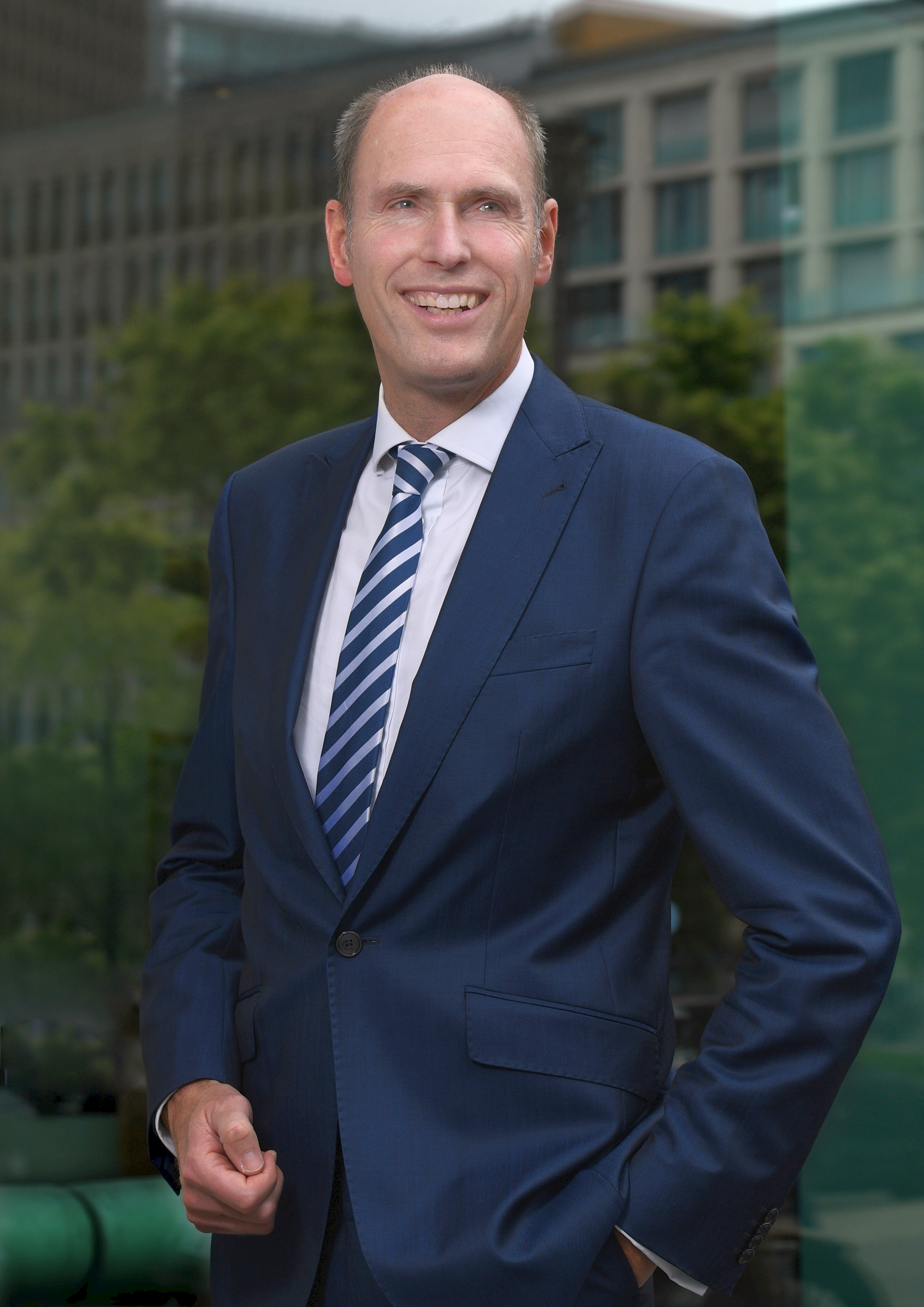
Peter-André Alt (2018)

Peter-André Alt (* 16. Juni 1960 in Berlin) ist ein deutscher Literaturwissenschaftler und Hochschullehrer. Von 1995 bis 2002 war er ordentlicher Professor für Neuere Deutsche Literatur (NDL) an der Ruhr-Universität Bochum und von 2002 bis 2005 an der Julius-Maximilians-Universität Würzburg. Seit 2005 ist er Inhaber des NDL-Lehrstuhls an der Freien Universität Berlin, deren Präsident er auch von 2010 bis 2018 war. Von August 2018 bis Ende März 2023 war er Präsident der Hochschulrektorenkonferenz.

## Leben
1979 machte er Abitur. Von 1979 bis 1984 studierte Alt Germanistik, Politikwissenschaft, Geschichte und Philosophie an der Freien Universität Berlin, wo er 1984 promoviert wurde und sich 1993 habilitierte. Von 1987 bis 1992 war er wissenschaftlicher Mitarbeiter am Lehrstuhl von Hans-Jürgen Schings an der Freien Universität, von 1992 bis 1993 nahm er ein Habilitationsstipendium der Deutschen Forschungsgemeinschaft (DFG) wahr, von 1994 bis 1995 war er Heisenberg-Stipendiat der DFG. 1995 wurde er auf eine ordentliche Professur für NDL an der Ruhr-Universität Bochum berufen. 2002 wechselte er auf einen Lehrstuhl an der Julius-Maximilians-Universität Würzburg. Seit 2005 ist er als Nachfolger seines Lehrers Schings Professor für Neuere deutsche Literaturwissenschaft an der Freien Universität Berlin.
Alt war von 2008 bis 2010 Direktor der Dahlem Research School (Center for Graduate Studies) der Freien Universität Berlin. Außerdem leitete er von 2007 bis 2010 die Friedrich Schlegel Graduate School of Literary Studies (Exzellenzförderung des Bundes und der Länder). Er ist Mitglied in zahlreichen Beiräten (Deutsches Literaturarchiv Marbach, Ludwig Boltzmann Institut für Geschichte und Theorie der Biographie) und Gutachter des Deutschen Akademischen Austauschdienstes DAAD. Er hat Gastdozenturen u. a. in Triest (Italien) wahrgenommen; Forschungsaufenthalte haben ihn als Visiting Scholar an die University of Cambridge, in die USA (Princeton University), nach Italien (Rom, La Villa, Como) und Tschechien (Prag) geführt. Von 2008 bis 2020 war Alt im Vorstand der Deutschen Schillergesellschaft (Trägerverein des Deutschen Literaturarchivs), von 2012 bis 2020 deren Präsident.
Am 12. Mai 2010 wurde Alt durch den Erweiterten Akademischen Senat zum Präsidenten der Freien Universität Berlin gewählt. Seine Amtszeit begann am 3. Juni 2010. Am 30. April 2014 wurde Peter-André Alt als Präsident der Freien Universität Berlin wiedergewählt. Seine Amtszeit endete 2018.
Im April 2018 wurde Alt als Nachfolger von Horst Hippler zum Präsidenten der Hochschulrektorenkonferenz (HRK) gewählt. Am 1. August 2018 trat er das Amt an. Am 27. April 2021 wurde Alt von der HRK-Mitgliederversammlung für weitere drei Jahre als Präsident ab 1. August 2021 wiedergewählt.
Alt ist verheiratet mit der Schriftstellerin Sabine Alt (Eva Ehley) und hat zwei erwachsene Söhne.
Zum 31. März 2023 hat Peter-André Alt sein Amt als Präsident der Hochschulrektorenkonferenz 16 Monate verfrüht niedergelegt. Er wechselte in den Vorsitz der Geschäftsführung der 2023 neu gegründeten Wübben Stiftung Wissenschaft in Berlin.

## Werk
Alts Veröffentlichungen umfassen seit 1985 20 Monographien, mehr als 100 Aufsätze, 25 Rezensionen, mehrere Editionen, sechs Sammelbände zur deutschsprachigen und europäischen Literatur des 17. bis 18. und des 20. Jahrhunderts. Besondere historische Schwerpunkte bilden dabei die Frühe Neuzeit, die Weimarer Klassik und die Literatur der klassischen Moderne.
Im Zentrum seiner Forschungstätigkeit stehen Fragen der Historizität und Normativität poetologischer und ästhetischer Ordnungssysteme, der Tragödiengeschichte, des Verhältnisses von Wissen und Literatur in der Frühen Neuzeit (Traum, Imagination, Hermetismus, Paradoxie) und der Reflexion der politischen Theologie in Texten des 17. Jahrhunderts. Ein wichtiges Arbeitsgebiet Alts ist zudem die literaturwissenschaftliche Biographik, sowohl im Hinblick auf ihre spezifische Methodologie als auch in Bezug auf Probleme literarischer Autorschaft. Seit 2005 veröffentlicht Alt regelmäßig in regionalen und überregionalen Tageszeitungen Artikel zu Fragen der Wissenschafts- und Bildungspolitik.

## Rezeption
Alts wissenschaftlich fundierte Biografien zu Friedrich Schiller (2000) und Franz Kafka (2005) und Sigmund Freud (2016), die seine Fachveröffentlichungen ergänzen, erreichten ein größeres Publikum. Als „unbezweifelbar von hohem intellektuellem Rang“ bezeichnete Rolf-Bernhard Essig in der „Zeit“ Alts „Schiller“; Albert von Schirnding lobte die „originellen Befunde“ des Autors. Oliver Pfohlmann betonte in der Tageszeitung, Alts Kafka-Biografie sei ein „großer Wurf“, Gerhard Neumann sprach in der Frankfurter Allgemeinen von einer „großen“ Biografie.
Alts Freud-Biografie wurde kritischer rezipiert u. a. in fünf überregionalen deutschsprachigen Tageszeitungen. Das Buch wurde dort einhellig als einseitig und spekulativ kritisiert. Es enthalte nichts Neues außer der unbelegten These, Freuds Vorstellungen von Sexualität seien durch seine eigene sexuelle Enthaltsamkeit geprägt. In der Frankfurter Allgemeinen Zeitung gelangte Ulrike May nach einer detaillierten Aufzählung von sachlichen Fehlern zu folgendem Fazit: „Leser, die sich eine erste Vorstellung von Freud und der Psychoanalyse machen wollen, sollten sich aber bewusst bleiben, dass man dem Autor dieser Biographie nicht trauen kann.“
In Österreich wurde das Buch dagegen zustimmend aufgenommen. Alfred Pfoser vermerkte in Der Falter, der Autor dieser „wahrlich beachtlichen Biografie“ könne „mit vielen neuen Details aufwarten“. Der Standard konstatierte, es handele sich um eine Freud-Biografie, die „auf 1000 Seiten etliches Neues“ bringe. Andreas Kremla bescheinigte dem Buch eine „gute Balance aus kritischer Distanz und Empathie“ und erklärt, es handele sich um „die bislang ausführlichste“ Exkursion in Leben und Zeit Freuds.

## Auszeichnungen
- 2005 Schillerpreis der Stadt Marbach am Neckar für Alts zweibändige Schillerbiographie (2000);
- 2008 Opus-Magnum-Stipendium der Volkswagen- und Thyssen-Stiftung für sein Buch Ästhetik des Bösen;
- 2010: Zweiter Platz beim NDR Kultur Sachbuchpreis für das gleiche Buch.[15]
- 2021: In Anerkennung der wissenschaftlichen Qualität seiner Freud-Biografie wurde Alt im Oktober 2021 von der Berliner Medizinischen Gesellschaft zu deren Ehrenmitglied ernannt[16]

## Werke (Auswahl)
- Ironie und Krise: ironisches Erzählen als Form ästhetischer Wahrnehmung in Thomas Manns „Der Zauberberg“ und Robert Musils „Der Mann ohne Eigenschaften“ (= Europäische Hochschulschriften, Reihe 1, Deutsche Sprache und Literatur, Band 722). Lang, Frankfurt am Main / Bern / New York, NY 1985, ISBN 3-8204-5257-5 (Dissertation FU Berlin 1984, 471 Seiten).
- Ironie und Krise. Ironisches Erzählen als Form ironischer Wahrnehmung in Thomas Manns „Der Zauberberg“ und Robert Musils „Der Mann ohne Eigenschaften“. 2. veränderte Auflage, Lang, Frankfurt am Main 1989, ISBN 3-631-41625-3.
- Begriffsbilder. Studien zur literarischen Allegorie zwischen Opitz und Schiller (= Studien zur Deutschen Literatur, Band 131). Niemeyer, Tübingen 1995, ISBN 3-484-18131-1 (Habilitation FU Berlin 1993, 682 Seiten).
- Aufklärung (= Lehrbuch Germanistik). Metzler, Stuttgart 1996, 3. Auflage 2007, ISBN 978-3-476-02236-3.
- Friedrich Schiller. Beck, München 2004, 2. Auflage 2009 (Beck-Wissen, 2357)
- Franz Kafka. Der ewige Sohn. Eine Biographie. Beck, München 2005, 2. Auflage 2008, ISBN 978-3-406-57535-8 (Sonderausgabe 2023, ISBN 978-3-406-80852-4).
- Kafka und der Film. Über kinematographisches Erzählen. Beck, München 2009, ISBN 978-3-406-58748-1.
- Klassische Endspiele. Das Theater Goethes und Schillers. Beck, München 2008, ISBN 978-3-406-56929-6.
- Schiller. Leben, Werk, Zeit. (2 Bände) 3. Auflage, Beck, München 2009 (zuerst 2000),
  1. 1759–1791. ISBN 978-3-406-58681-1.
  2. 1791–1805. ISBN 978-3-406-58682-8.
- Der Schlaf der Vernunft. Literatur und Traum in der Kulturgeschichte der Neuzeit. Beck, München 2002, ISBN 3-406-49337-8.
- Der Tod der Königin. Frauenopfer und politische Souveränität im Trauerspiel des 17. Jahrhunderts. De Gruyter, Berlin 2004, ISBN 3-11-018117-7 (Quellen und Forschungen zur Literatur- und Kulturgeschichte; Band 30).
- Tragödie der Aufklärung. Eine Einführung. Francke, Tübingen 1994, ISBN 3-8252-1781-7 (UTB; 1781).
- Die Verheißungen der Philologie. Wallstein, Göttingen 2007, ISBN 978-3-8353-0175-7 (Göttinger Sudelbuchblätter).
- Von der Schönheit zerbrechender Ordnungen. Körper, Politik und Geschlecht in der Literatur des 17. Jahrhunderts. Wallstein, Göttingen 2007, ISBN 978-3-8353-0194-8.
- Ästhetik des Bösen. Beck, München 2010, ISBN 978-3-406-60503-1.
- Imaginäres Geheimwissen. Untersuchungen zum Hermetismus in literarischen Texten der Frühen Neuzeit, V & R, unipress, Göttingen 2012, ISBN 978-3-89971-675-7.
- Sigmund Freud. Der Arzt der Moderne. Eine Biographie. Beck, München 2016, ISBN 978-3-406-69688-6 (über das Buch).
- "Jemand musste Josef K. verleumdet haben …". Erste Sätze der Weltliteratur und was sie uns verraten. Beck, München 2020, ISBN 978-3-406-75004-5.
- Exzellent!? Zur Lage der deutschen Universität. Beck, München 2021, ISBN 978-3-406-77690-8.[17]